# لانا دل ری
الیزابت وولریج گرنت (انگلیسی: Elizabeth Woolridge Grant؛ زادهٔ ۲۱ ژوئن ۱۹۸۵) مشهور به لانا دل ری (انگلیسی: Lana Del Rey)، خواننده-ترانه‌سرای آمریکایی است. موسیقی او برای ویژگی سینمایی‌اش و پرداختن به مضامین عاشقانهٔ سوگ‌نامه‌ای، زرق و برق و مالیخولیا و نیز ارجاعات مکرر به فرهنگ عامهٔ معاصر، به ویژه فرهنگ دههٔ ۱۹۵۰ و ۱۹۶۰ وابسته به آمریکا مورد توجه است. ورایتی از او به‌عنوان «یکی از تاثیرگذارترین خواننده-ترانه‌سرایان قرن بیست و یکم» یاد کرد. در سال ۲۰۲۳، رولینگ استون دل ری را در فهرست ۲۰۰ خوانندهٔ بزرگ تاریخ قرار داد و رولینگ استون بریتانیا او را بزرگ‌ترین ترانه‌سرای آمریکایی سدهٔ بیستم و یکم نامید. از افتخارات او می‌توان به دو جایزه بریت، سه جایزه موسیقی ام‌تی‌وی اروپا، یک جایزه جایزه ستلایت و همچنین ۱۱ نامزدی در مراسم گرمی، و یک نامزدی در گلدن گلوب اشاره کرد.
دل ری در بالاایالت نیویورک پرورش یافت و در سال ۲۰۰۵ به شهر نیویورک بازگشت تا کار موسیقایی را آغاز کند. در پی پروژه‌های متعددی شامل نخستین آلبوم استودیویی هم‌نام خود، دل ری با پخش نخستین تک‌آهنگ خود، «بازی‌های ویدئویی»، در سال ۲۰۱۱ به موفقیت رسید. او سپس همان سال قراردادی با اینترسکوپ رکوردز و پالیدور رکوردز بست. زاده‌شده برای مردن (۲۰۱۲) نخستین آلبوم او بود که زیر نظر ناشری شاخص منتشر شد و تک‌آهنگ موفق «اندوه تابستانی» را به همراه داشت. این نخستین آلبوم از شش آلبوم شمارهٔ یک او در جدول فروش بریتانیا بود. آلبوم بعدی، خشونت افراطی (۲۰۱۴)، مقداری بیشتری گیتارمحور بود و به صدر جدول بیلبورد ۲۰۰ آمریکا رسید.
دل ری با آلبوم‌های ماه عسل (۲۰۱۵) و شهوت برای زندگی (۲۰۱۷) شاهد بازگشت به سبک مرسوم آثار اولیه‌اش بود، اما او در آلبوم تحسین‌شدهٔ نورمن فاکینگ راک‌ول! (۲۰۱۹) سبک سافت راک را کاوش کرد و نامزد جایزه گرمی آلبوم سال شد. او در سال ۲۰۲۱ آلبوم‌های رد هواپیما بالای کانتری کلاب و بلو بنیسترز را منتشر کرد و سال بعد در ترانهٔ «برف در ساحل» با تیلور سوئیفت همکاری کرد. نهمین آلبوم دل ری، میدونستی که زیر بلوار اقیانوس تونلی هست (۲۰۲۳)، بار دیگر نامزد دریافت جایزه گرمی آلبوم سال شد.
علاوه بر موسیقی، دل ری در سال ۲۰۱۳ فیلم کوتاه موزیکال تروپیکو (۲۰۱۳) را ساخت و «جوان و زیبا» را به عنوان تک‌آهنگ اصلی فیلم درام عاشقانه گتسبی بزرگ منتشر کرد. او همچنین ترانهٔ «چشمان بزرگ» (۲۰۱۴) را برای فیلمی به همین نام منتشر کرد و نامزد جایزه گلدن گلوب بهترین ترانه غیراقتباسی شد. به گزارش گروه موسیقی یونیورسال، دل ری بیش از ۴۱ میلیون نسخه آلبوم در سراسر جهان فروخته است.

## زندگی و حرفه

### ۱۹۸۵–۲۰۰۴: اوایل زندگی
الیزابت وولریج گرنت در ۲۱ ژوئن ۱۹۸۵ در بخش منهتن شهر نیویورک به‌دنیا آمد. پدرش رابرت انگلد گرنت جونیور، تبلیغ‌نویس سازمان گری گروپ، و مادرش پاتریشیا ان «پت» (که نام خانوادگش‌اش پیش از ازدواج هیل بود)، مدیر حسابداری همین سازمان بود. او یک خواهر کوچکتر به نام کرولاین «چاک» گرنت و یک برادر کوچکتر به نام چارلی گرنت دارد. او به‌عنوان پیرو کلیسای کاتولیک رومی بزرگ شد و تبار اسکاتلندی دارد. اجداد او اهل لانارک‌شایر بودند. هنگامی که یک ساله بود، خانواده‌اش به لیک پلاسید، نیویورک نقل مکان کردند. در لیک پلاسید، پدرش برای شرکت اسباب خانه کار می‌کرد و بعدها سرمایه‌گذار دامنه کارآفرینانه شد. مادرش نیز به‌عنوان معلم مدرسه کار می‌کرد. در آن‌جا، او سال‌های ابتدایی را در مدرسه سنت اگنس تحصیل کرد و آواز خواندن را در گروه هم‌سرای کلیسای خود آغاز کرد؛ او در آن‌جا سر دستهٔ خوانندگان کلیسا بود.
گرنت در دبیرستانی تحصیل کرد که مادرش به‌مدت یک سال در آن تدریس می‌کرد. اما زمانی که ۱۴ یا ۱۵ ساله بود، والدینش او را به مدرسه کنت فرستادند تا از اعتیاد به الکل پاک شود. او گفت: «واقعاً به همین دلیل بود که در ۱۴ سالگی به مدرسهٔ شبانه‌روزی فرستاده شدم—تا هوشیار شوم.» عمویش مأمور پذیرش در مدرسه بود و کمک مالی او را برای حضور در مدرسه تأمین کرد. به گفتهٔ گرنت، او طی بخش عمدهٔ سال‌های نوجوانی و اوایل بزرگسالی‌اش برای یافتن دوست مشکل داشت. او گفت از سنین جوانی بیش از حد به مرگ و نقش آن در احساس اضطراب و ازخود بیگانگی‌اش فکر می‌کرد.
وقتی خیلی جوان بودم تا حدودی از این که مادرم و پدرم و همه کسانی که می‌شناختم روزی می‌میرند و خودم هم همین‌طور شوکه بودم. یک جورایی بحران فلسفی داشتم. باورم نمی‌شد که ما فانی باشیم. بنا به دلایلی آن معلومات تجربهٔ من را یک جورایی تحت الشعاع قرار داد. مدتی بود که غمگین بودم. خیلی به دردسر افتادم. من زیاد مشروب می‌خوردم. آن روزگار سختی در زندگی من بود.
پس از فارغ‌التحصیلی از مدرسه کنت، او یک سال را در لانگ آیلند با عمه و عمویش زندگی کرد و به‌عنوان پیش‌خدمت مشغول به کار شد. در این مدت، عموی گرنت نواختن گیتار را به او یاد داد و او «فهمید [که] احتمالاً می‌تواند یک میلیون ترانه با آن شش آکوردی بنویسد». بلافاصله پس از آن، او نوشتن ترانه و اجرا در کلوپ‌های شبانه در سطح شهر را آغاز کرد. در آن زمان نام‌های مختلفی مانند "Sparkle Jump Rope Queen" و "Lizzy Grant and the Phenomena" داشت. او گفت: «همیشه آواز می‌خواندم، اما به‌طور جدی برنامه‌ای برای ادامهٔ آن نداشتم … زمانی که در هجده سالگی به نیویورک سیتی رسیدم، شروع به اجرا در کلوپ‌های بروکلین کردم—دوستان خوب و طرفداران فداکاری در محیط زیرزمینی دارم، اما در آن زمان برای یکدیگر می‌نواختیم—این بود جریانش.»

### ۲۰۰۵–۲۰۱۰: آغاز فعالیت و ضبط‌های اولیه
در پاییز ۲۰۰۴، گرنت ۱۹ ساله برای دانشگاه فوردهام در برانکس نام‌نویسی کرد و آن‌جا در رشته فلسفه، با تأکید بر متافیزیک، تحصیل کرد. او مطالعهٔ این واحد درسی را به این علت که «شکاف بین خدا و علم را پر می‌کند… من به خدا و اینکه چطور فناوری می‌تواند ما را به یافتن اینکه از کجا آمده‌ایم و چرا آمده‌ایم نزدیک‌تر کند، علاقه‌مند بودم» انتخاب کرد. در بهار ۲۰۰۵ که دل ری هنوز در کالج بود، او یک آلبوم چندآهنگهٔ هفت‌قطعه‌ای را در دفتر حق تکثیر ایالات متحده آمریکا ثبت کرد. عنوان این تقاضانامه راک می استیبل (Rock Me Stable) بود و عنوان دیگری به نام جوان مثل من (Young Like Me) نیز ذکر شده است. دومین آلبوم چندآهنگهٔ تحت عنوان از پایان، نیز با نام هنری دل ری در آن زمان، می جیلر، ضبط شد. در فاصلهٔ سال‌های ۲۰۰۵ و ۲۰۰۶، او تحت پروژهٔ می جیلر، آلبومی آکوستیک به نام سایرن‌ها ضبط کرد که در اواسط سال ۲۰۱۲ در اینترنت فاش شد.
در نخستین اجرای عمومی‌اش در ۲۰۰۶ که برای مسابقهٔ ترانه‌نویسی زنده ویلیامزبورگ بود، دل ری با ون ویلسون، نمایندهٔ استعدادیابی فایو پوینتز رکوردز (ناشری مستقل که توسط دیوید نیچرن تأسیس شد) ملاقات کرد. در سال ۲۰۰۷ که دل ری در دانشگاه فوردهام دانشجوی سال آخری بود، یک نوار آزمایشی از ترانه‌های آکوستیک به فایو پوینتز ارسال کرد و این ناشر به او قرارداد موسیقی به ارزش ۱۰٫۰۰۰ دلار پیشنهاد داد. او از این پول برای نقل مکان به پارک‌خانه‌ای سیار در برگن شمالی، نیوجرسی استفاده کرد. او همچنین با تهیه‌کننده دیوید کان شروع به همکاری کرد.
من می‌خواستم بخشی از صحنه موسیقی دانان سطح بالا باشم. انگیزه کمی داشتم زیرا من دوستان زیادی نداشتم و امید داشتم تا با مردم ملاقات کنم و عاشق شوم و یک اجتماع اطراف خودم درست کنم، همانند کاری که دیگران در دهه ۶۰ میلادی می‌کردند.— لانا دل ری، 
آلبوم وی اگرچه کنار گذاشته شد اما باعث تغییر جهت توجهش شد و در عوض او شروع به کار در یک شرکت خدمات اجتماعی کرد. او در مجله وگ در سال ۲۰۱۲ گفت: «امدادرسانی به به بی‌خانمان‌ها و توان بخشی به الکلی‌ها و مصرف‌کنندگان مواد مخدر—این زندگی من برای پنج سال گذشته بود.» فلیسیا سالیوان از هافینگتن پست با وی بعد از انتشار آلبوم بکش بکش دربارهٔ زندگی اش در پارکینگ تریلر مصاحبه کرده است.چند سال بعد، دل ری قراردادش با ۵ Point Records بست. این شرکت یک ناشر مستقل موسیقی به تهیه‌کنندگی David Kahne بود. این ناشر اولین آلبوم چندآهنگه دل ری را که سه قطعه داشت و بکش بکش نام گرفت در اکتبر ۲۰۰۸ و همچنین اولین آلبوم بلند وی، لانا دل ری شناخته شده با لیزی گرنت را در ۲۰۱۰ منتشر کرد. دل ری در این مورد می‌گوید: «دیوید تنها یک روز پس از آن که پیش نمایشی از آهنگ مرا شنیده بود، از من خواست تا با من کار کند. او به عنوان تهیه‌کننده‌ای با صداقت بسیار زیاد شناخته شده است که به ساخت موزیک‌هایی که فقط پاپ نیست علاقه دارد.»
دل ری بعدها آلبوم لانا دل ری شناخته شده با لیزی گرنت را در ژانویه سال ۲۰۱۰ منتشر کرد. این اولین آلبوم بلند حرفه‌ای خواننده بود که تحت نام لیزی گرنت و با برچسب یک ناشر مستقل موسیقی منتشر شد. پدر دل ری، رابرت گرنت، به او برای فروش آلبوم کمک کرد. این آلبوم برای مدتی از طریق آی‌تیونز قابل دریافت بود تا این که از روی آی‌تیونز برداشته شد. این آلبوم فقط از طریق اینترنت قابل دریافت بود و رسماً هیچگاه به علت مشکلات مالی ناشر منتشر نشد. لانا دربارهٔ این آلبوم می‌گوید: «اگر یوتیوب را تماشا کنید می‌بینید که هر ۱۳ آهنگ این آلبوم میلیون‌ها بار دیده شده است. پس نمی‌توانیم بگوییم کسی این آهنگ‌ها را نشنیده است. آن‌ها آهنگ‌های بسیار خوبی هستند و همه کسانی که روی این آلبوم کار کرده‌اند به آن افتخار می‌کنند.»
David Kahne و David Nichtern صاحب ناشر قبلی لانا دل ری هر دو اعلام کردند که گرنت حقوق آثار خود را از این شرکت بازخرید کرد و آلبوم از روی آی‌تیونز برداشته شد. آن‌ها همچنین در اینباره می‌گویند او می‌خواست این موضوع از جریان حرفه‌ای وی خارج شود و با این کار فرصت‌های آینده برای توزیع و پخش کارهایش را خفه می‌کرد. David Kahne همچنین می‌گوید: «از آنجایی کمه من می‌توانم بگویم من فکر می‌کنم لانا صاحب آلبوم است، و او می خواد این آلبوم از جریان کار خارج شود، و این دلیلی هست که آن‌ها حقوق آلبوم را از ناشر خریدند. من فکر می‌کنم او می‌خواهد لانا دل ری باشد و نه لیزی گرنت. این اسم خانوادگی او بوده است و او خیلی دراماتیک است. او این شخص دیگر را از بین برد. من فکر می‌کنم او در واقع فکر می‌کند شخص دیگری است و احتمالاً همین‌طور هم هست؛ بنابراین این تصمیمی بود که او گرفت. این که او دیگر نمی‌خواست ردی از آن شخص وجود داشته باشد.»

### ۲۰۱۱–۲۰۱۲: به دنیا آمده برای مردن، مشکلات حقوقی، پارادایس و حرفه‌های دیگر

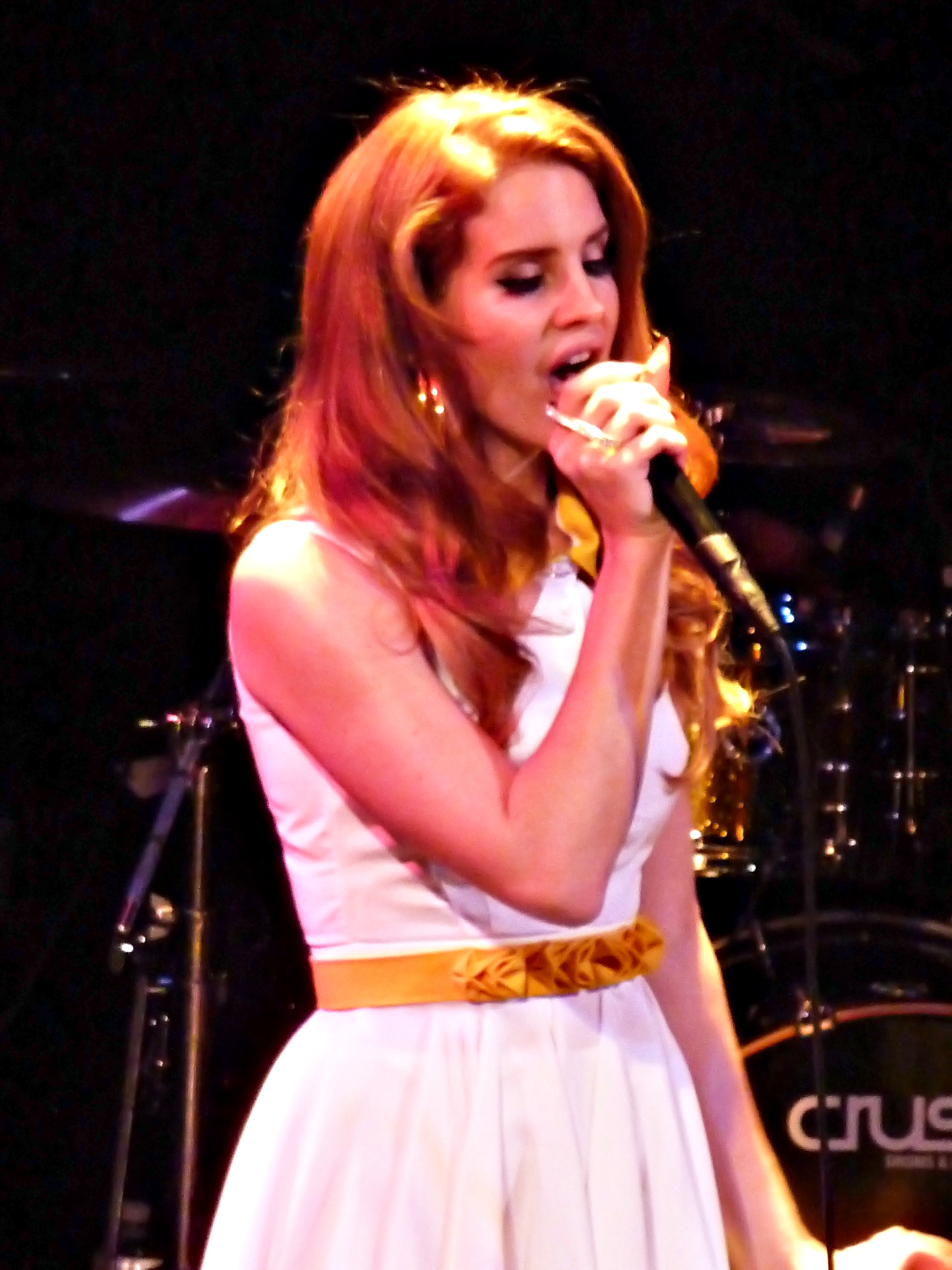
دل ری در حال اجرا در ۵ دسامبر ۲۰۱۱

بعد از آپلود تعدادی از قطعه‌هایش بر روی یوتیوب، دل ری کشف شد و قراردادی با Stranger Records برای اولین تک‌آهنگش بازی‌های رایانه‌ای، امضا کرد. او به آبزرور گفته بود: «چند ماه پیش این آهنگ را به صورت آنلاین منتشر کردم فقط به خاطر این که این آهنگ مورد علاقه من بود. صادقانه بگویم این قرار نبود که تک‌آهنگ اصلی و به‌خصوص باشد اما مردم واقعاً به آن توجه کردند.» این آهنگ برای او یک جایزه Q برای «چیز بزرگ بعدی» در اکتبر ۲۰۱۱ و یک جایزه آیور نوولو برای «بهترین آهنگ معاصر» در سال ۲۰۱۲ به ارمغان آورد. در همان ماه او قراردادی مشترک با اینتراسکوپ رکوردز و پالیدور برای کار روی دومین آلبوم استودیویی اش بدنیا آمده برای مردن امضا کرد. دل ری اشتیاقی را در انتظار برای آلبوم جدیدش با تعدادی از اجراهای زنده همچون کنسرت‌های تبلیغاتی در سالن باوری و شاتو مارمونت، و همچنین با اجراهایی در شوهای تلویزیونی همانند De Wereld Draait Door و  Later... with Jools Holland به وجود آورد.
"او برای ساختن "بازی‌های رایانه‌ای" از قطعه فیلم‌های قدیمی که در یوتیوب موجود بود استفاده کرد. او فکر می‌کرد که استفاده از این فیلم‌ها رایگان است، اما دردسر حقوقی او از همین جا شروع شد." دل ری گفت: "از من برای انتشار این کلیپ شکایت شد. واقعاً روز بدی بود. یک میلیون بیننده داشت اما آن را از روی یوتیوب برداشتند. به همین دلیل من در حال حاضر با فردی کار می‌کنم که متخصص اخذ اجازه برای انتشار تصاویر است."
او دربارهٔ موفقیتش در مسیر اصلی اش، در Clash Music در نوامبر ۲۰۱۱ می‌گوید:
«وقتی همه چیزی را که عاشقش هستی پیدا می‌کنی و آن را رها می‌کنی، که برای من آن چیز موسیقی بود، جاه طلبی ات قطعاً شروع به تغییر می‌کند، مجبور است. هدف‌های من از خواستن به تبدیل شدن به یک هنرمند مهم، به تبدیل شدن به یک عضو فعال جامعه‌ام تغییر پیدا کرده‌اند. این واقعاً خوب است که موسیقی من در حال پخش است و مردم به آن توجه می‌کنند، اما موسیقی دیگر کانون اصلی توجه من نیست، حتی نزدیکش هم نیست. هدف من این است که یک شخص خوب و کسی که با کرامت و لطف و مرحمت زندگی می‌کند باشم. من باز هم ترانه‌سرایی می‌کنم چون حالا دیگر مجبورم. این یک نعمت است و به من اجازه می‌دهد تا بر روی چیزهای مورد علاقه و حرفه‌های دیگر تمرکز کنم. من یک آلبوم درست کردم و هیچ‌کس به آن گوش نداد. من با این موضوع مشکلی ندارم. من سه سال پیش یک ضبط نفیس انجام دادم که برای من عالی بود. من یادگرفتم که چیزها را برای خودم انجام دهم، و این واقعیت که به نوعی این‌ها برای من کار کرد…»
در ۴ ژانویه ۲۰۱۲، گزارش شد که دل ری قراردادی با آژانس NEXT Model Management امضا کرده است. او همچنین دو آهنگ از آلبومش را در ساتردی نایت لایو در ۱۴ ژانویه ۲۰۱۲ اجرا کرد و بازخوردی منفی از طرف منتقدان و عموم مردم دریافت کرد. مجری مهمان برنامه شبانگاهی، دنیل ردکلیف از اجرای دل ری با وجود این که اجرای او را ندیده بود، دفاع کرد. دل ری قبل از آن موضع خود در برنامه دفاع کرده بود: «من یک موسیقی دان خوب هستم [...] من از مدت زمان بسیار زیادی در حال خوانندگی هستم و فکر می‌کنم لورن مایکلز [سازنده برنامه] این را می‌داند [...] این یک تصمیم اتفاقی نیست.» هفته بعد در برنامه، کریستن ویگ، کمدین و بازیگر آمریکایی، دل ری را دست انداخت و ادای او را که به صورت طنزآمیز در حال دفاع از خودش در Weekend Update درآورد.

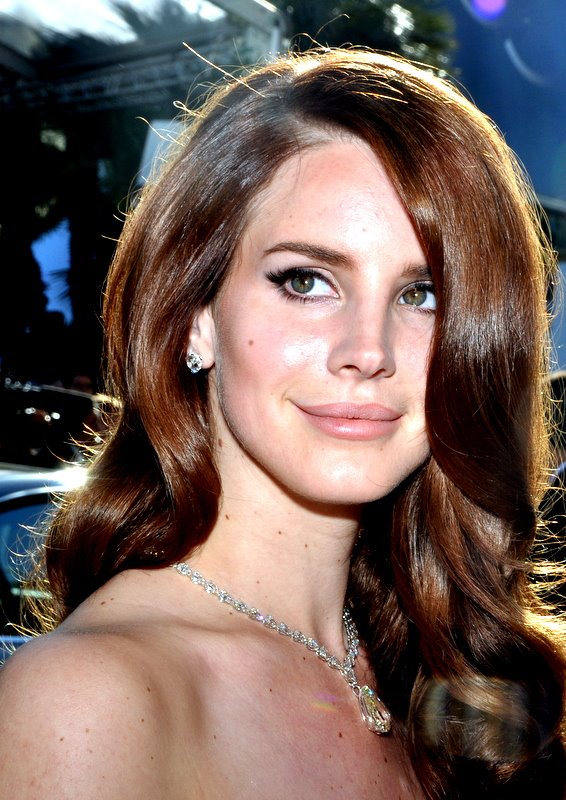
دل ری در جشنواره فیلم کن ۲۰۱۲

بدنیا آمده برای مردن رسماً در ۳۱ ژانویه ۲۰۱۲ در سراسر دنیا منتشر شد و در ۱۱ کشور رتبه اول را به‌دست‌آورد. اگر چه واکنش‌های انتقادی مختلفی از آلبوم شد. در همان هفته دل ری اعلام کرد که حقوق اولین آلبومش که سال ۲۰۱۰ منتشر شده بود را بازخرید کرده است و قصد انتشار مجدد آن را در تابستان ۲۰۱۲ توسط اینتراسکوپ رکوردز و پالیدور دارد. برخلاف اظهار دل ری، ناشر و تهیه‌کننده قبلی  David Kahne هر دو اعلام کردند که او حقوق آلبوم را در آوریل سال ۲۰۱۰ و زمانی که از شرکت به علت پیشنهاد قرارداد جدید جدا شد، خرید. بدنیا آمده برای مردن ۳/۴ میلیون نسخه در ۲۰۱۲ فروش داشت و باعث شد پنجمین آلبوم پرفروش همان سال شود. در آمریکا و در چارت آلبوم‌های بیلبورد ۲۰۰ به خوبی رتبه آورد و بعد از ۳۶ هفته ماندن در لیست، در رتبه ۷۶ قرار گرفت.
ستاره پاپ بریتانیایی، شریل کول، در می ۲۰۱۲ تأیید کرد که دل ری قرار است برای آلبوم جدیدش، یک میلیون روشنایی ترانه‌سرایی کند. کول از دل ری به عنوان "فوق العاده با استعداد" یاد کرد، و در مورد این که چگونه تصمیم گرفت برای این کار به سوی دل ری برود صحبت کرد: "من حدود یک سال پیش متوجه لانا شدم. من داشتم به این آهنگ‌ها که واقعاً به گوش من تازه و فوق العاده می‌آمدند، گوش می‌دادم و از شخصی پرسیدم که او که بود و او گفت، 'حواست بهش باشه، اون یه دختر به نام لانا دل ری هست. '" در ۱۵ ژوئن ۲۰۱۲ یک میلیون روشنایی که آهنگ Ghetto Baby نوشته دل ری، شامل آن بود منتشر شد.
در یک مصاحبه با RTVE، در ۱۵ ژوئن ۲۰۱۲، دل ری اعلام کرد که در حال کار بر روی یک آلبوم جدید بوده است و این که ۵ قطعه از آن نوشته شده‌اند. دو قطعه از آن‌ها با نام‌های "جوان و زیبا" و "در سرزمین خدایان و هیولا هاً بوده و قطعه بعدی "من بادی الکتریک را می‌خوانم نام دارد که در فستیوال Radio 1's Hackney Weekend بی‌بی‌سی به عنوان یکی از آهنگ‌های دل ری پخش و اجرا شد. در یک مصاحبه با تیم بک‌ول برای Nova FM در ملبورن، استرالیا، دل ری اعلام کرد که انتشار کار بعدی اش در نوامبر آینده یک آلبوم جدید نخواهد بود و بیشتر به یک EP شبیه خواهد بود. او این کار را یک نسخه پارادیس از آلبوم بدنیا آمده برای مردن وصف کرد. دل ری همچنین اظهار داشت که انتشار جدید شامل هفت قطعه جدید خواهد بود.

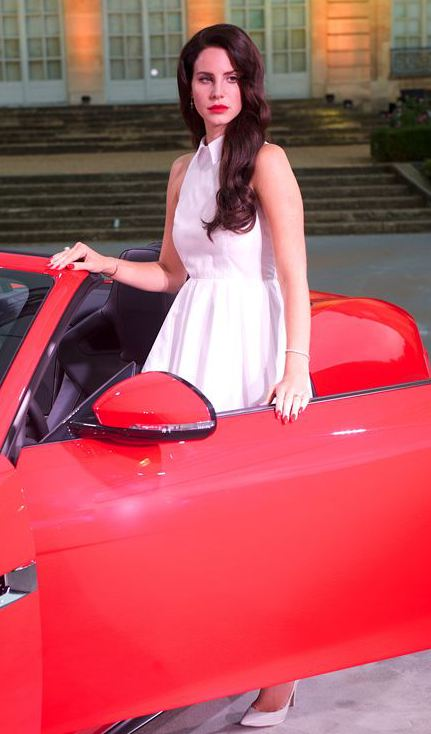
دل ری در ۲۰۱۲ Paris Motor Show در سپتامبر ۲۰۱۲

اچ اند ام تأیید کرد که دل ری در حال مدلینگ و ضبط کاوری برای آهنگ مخمل آبی، که یک آهنگ مجلس رقص مشهور و پرطرفدار در دهه ۵۰ میلادی است، برای کمپین ۲۰۱۲ پاییزی آنان می‌باشد. در ۲۲ اوت ۲۰۱۲ مدیران اعلام کردند که دل ری مدل اف تایپ جگوار را که توسط وی در ۲۰۱۲ Paris Motor Show پرده برداری شده بود در سپتامبر ۲۰۱۲ امضا خواهد کرد. آدریان هالمارک، مدیر برند جهانی جگوار، در مورد انتخابشان توضیح داد. او گفت که لانا دل ری دارای یک «ترکیب منحصربه‌فرد از اصالت و مدرنیته» است.
در نیمه ماه سپتامبر، تک‌آهنگ اول پارادایس، "سواری" منتشر شد. اخیراً موزیک ویدئویی برای آهنگ در لاس وگاس تصویربرداری شده است. دو روز بعد، موزیک ویدیوی "مخمل آبی" توسط اچ اند ام منتشر شد. نزدیک یک هفته بعد از انتشار ویدیو، این تک‌آهنگ تبلیغاتی برای پخش منتشر شد و برای خرید در دسترس قرار گرفت. موزیک ویدیوی آهنگ "سواری" در "Aero Theatre" در سانتا مونیکا، کالیفرنیا، در دهم اکتبر نمایش داده شد. این موزیک ویدیو دو روز قبل به صورت آنلاین منتشر شده بود. منتقدان به ویدئو جنبه‌های فحشاگری و ضد فمینیستی نسبت دادند؛ که جنبه ضد فمینیستی از زمان بازی‌های رایانه‌ای به کار دل ری نسبت داده شده بود. کمپین زمستانی ۲۰۱۲ اچ اند ام با حضور لانا دل ری، در ۱۲ اکتبر منتشر شد. این دومین کمپین اچ اند ام بود که لانا دل ری در آن حضور داشت.
نسخه پارادیس از آلبوم بدنیا آمده برای مردن تنظیم شده بود تا در نوامبر ۲۰۱۲ منتشر شود. با انتشار سومین EP دل ری، او توانست برای سومین بار در لیست ۲۰ آلبوم برتر و برای دومین بار در لیست ۱۰ آلبوم برتر در ایالات متحده جایگاهی به‌دست‌آورد. آلبوم در بیلبورد ۲۰۰ در رتبه دهم با فروش ۶۷٬۰۰۰ نسخه در هفته اول فروش قرار گرفت.
در ۲۰۱۲ MTV Europe Music Awards، دل ری در بخش‌های بهترین آلترنتیو، بهترین کار جدید و Best Push Act نامزد شد که بهترین آلترنتیو را برنده شد. وی همچنین در مراسم، جایزه بهترین خواننده زن را به تیلور سوییفت اهدا کرد.

### ۲۰۱۳: گتسبی بزرگ و سومین آلبوم استودیویی
در مراسم جوایز بریت ۲۰۱۳، دل ری جایزه خواننده تک خوان زن بین‌المللی را از آن خود کرد. این دومین جایزه بریت وی تاکنون است. دل ری منتقدان را که پیش‌بینی می‌کردند این جایزه را تیلور سوییفت ببرد، به شدت شگفت زده کرد. او در حال حاضر بر روی آلبوم سومش کار می‌کند. وی می‌گوید: "این کمی ساده‌تر شده است اما همچنان سینمایی و تیره است. من واقعاً آهسته روی آن کار می‌کنم اما عاشق هر کاری هستم که انجام دادم. من در سانتا مونیکا در حال نوشتن بودم و می‌دانم ضبط چه شکلی خواهد بود. حالا فقط باید تمامش کنم. از لحاظ موزیک من با هم سه فرد قبلی کار کرده‌ام." او همچنین اشاره‌ای به یکی از تک‌آهنگ‌ها خارج از آلبوم با عنوان "زیبای سیاه" کرده است و این که او از قبل می‌داند موزیک ویدیوی این آهنگ چگونه خواهد بود. دل ری همچنین شعری از والت وایتمن، شاعر آمریکایی، با عنوان "ترانهٔ خودم" را برای مجله مد و فشن فرانسوی L'Officiel Paris خواند. هفتمین تک‌آهنگ دل ری، "پردیس تاریک" در تاریخ اول مارس منتشر شد. تک‌آهنگ تبلیغاتی "هوس سوزاننده" نیز در ۱۹ مارس منتشر شد. دل ری جایزه اکو را برای بهترین تازه‌وارد بین‌المللی و بهترین هنرمند پاپ/راک بین‌المللی در ۲۱ مارس برنده شد. موزیک ویدئویی برای کاور آهنگی از لئونارد کوهن با عنوان "هتل چلسی #۲" در ۲۷ مارس منتشر شد. در ۱۸ آوریل دل ری موزیک ویدئویی برای کاوری از آهنگ "شراب تابستانی" از "Lee Hazlewood" برای خودش و دوست پسرش Barrie-James O'Neill's منتشر کرد.
به همراهی Baz Luhrmann، تهیه‌کننده، نویسنده و کارگردان فیلم، دل ری تک‌آهنگ اصلی "جوان و زیبا" را برای موسیقی فیلم "گتسبی بزرگ" نوشت. جوان و زیبا به عنوان تک‌آهنگ برای contemporary hit radio منتشر خواهد شد. همچنین از آهنگ برای موسیقی شروع فیلم استفاده شد. قسمتی از قطعه در تریلر رسمی فیلم و همچنین در صحنه‌ای از فیلم وقتی که دو شخصیت با بازی لئوناردو دی‌کاپریو و کری مولیگان احساسات عاشقانه خود را برای یکدیگر بیان می‌کنند پخش شد. مجله هیپ هاپ "Rap-Up" از تک‌آهنگ با عنوان "فراموش نشدنی" یاد کرد؛ در حالی که MTV آن را "صدایی محزون و اندوهگین" نام‌گذاری کرد. یک ویدیوی رسمی از "جوان و زیباً در ۲۲ آوریل نمایش داده شد. همچنین موزیک ویدیوی رسمی برای "جوان و زیباً در ۱۰ می منتشر شد. بعد از انتشار تک‌آهنگ، در ۱۰۰ آهنگ داغ بیلبورد جایگاه ۲۲ را کسب کرد. این رتبه بالاترین جایگاه برای دل ری در این لیست از زمان "بازی‌های رایانه‌ای" بود که در رتبه ۹۱ در سال ۲۰۱۲ قرار داشت.
۲۰۱۵: دل ری در این سال آلبوم «ماه عسل» را منتشر کرد که این آلبوم نقدهای بسیار خوبی از سایت متاکریتیک (۷۸ از ۱۰۰) دریافت کرد. ماه عسل موفق شد در هفتهٔ اول انتشار خود در آمریکا ۲۶۰۰۰۰ کپی به فروش برسد. این آلبوم در چارت Billboard 200 توانست رتبهٔ ۲ را به خود اختصاص دهد.
۲۰۱۷: دل ری پنجمین آلبوم استودیویی خود را به نام «شهوت برای زندگی» در این سال منتشر نمود. این آلبوم توانست رتبهٔ ۱ را در چارت آی‌تیونز به‌دست‌آورد. همچنین توانست برای بهترین آلبوم وکال پاپ نامزد گرمی ۲۰۱۸ شود. از نظر مجلهٔ رولینگ استون این آلبوم در بین ۵۰ آلبوم برتر ۲۰۱۷ جایگاه ۲۶ را دارد. سینگل اصلی این آلبوم نیز جایگاه نهم را در بین بهترین آهنگ‌های ۲۰۱۷ به خود اختصاص داد. او نیز در این آلبوم برای اولین بار به صورت رسمی در آلبومش همکاری‌هایی داشته است.

### ۲۰۱۷–۲۰۱۹: شهوت برای زندگی و نورمن فاکینگ راک‌ول!

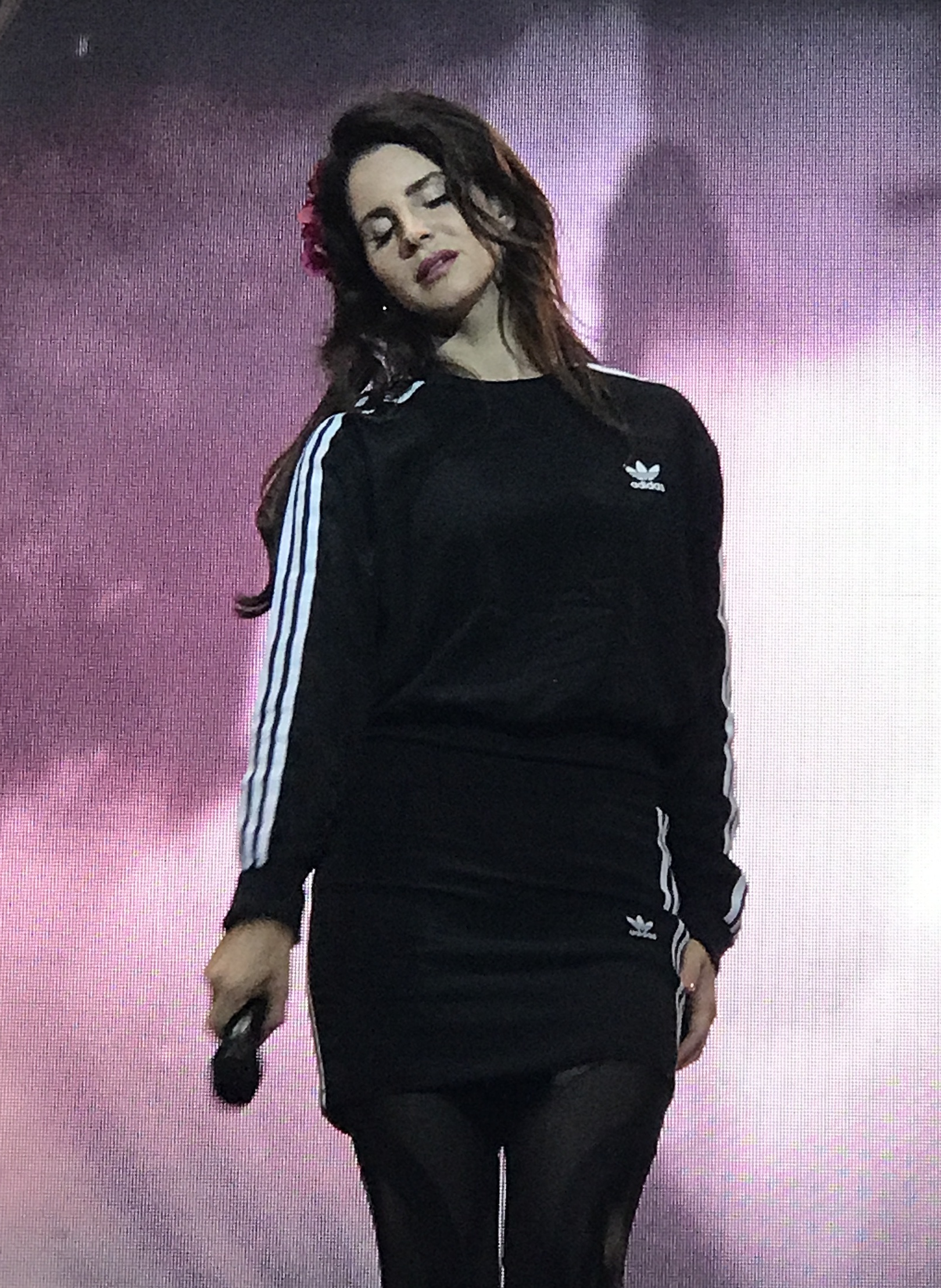
دل ری در حال اجرا در جشنواره فلو در هلسینکی فنلاند در سال ۲۰۱۷

پنجمین آلبوم استودیویی دل ری با نام شهوت برای زندگی در ۲۱ ژوئیه ۲۰۱۷ منتشر شد. قبل از انتشار آلبوم، تک آهنگ «عشق»، شهوت برای عشق با همراهی د ویکند، «سامر بامر» با ایسپ راکی و پلی بوی کارتی و «عشق گروهی» همچنین با ایسپ راکی منتشر شد. قبل از انتشار، دل ری اظهار داشت که: «من ۴ آلبوم ابتدایی را برای خودم ساختم، اما این یکی برای طرفداران من است و جایی که آرزومندم همهٔ ما به آنجا برویم.»
ضبط این آلبوم شامل همکاری‌های بیشتری با استیو نیکز و و شان اونو لنون بود و این اولین باری است که او هنرمندان دیگر را در انتشار و ضبط این آلبوم شریک کرده است. این آلبوم به‌طور کلی نقدهای مطلوبی دریافت کرد و سومین آلبوم شماره یک لانا دل ری در بریتانیا و دومین آلبوم شماره یک در ایالات متحده شد.

### ۲۰۲۰–۲۰۲۱: رد هواپیما بالای کانتری کلاب، نرده‌های آبی، و مجموعه‌های شعر
در مصاحبه ای برای اولین نسخه آمریکایی L'Officiel در اوایل سال ۲۰۱۸، وقتی از دل ری در مورد علاقه او به ساخت یک فیلم پرسیده شد، پاسخ داد که برای نوشتن یک موزیکال برادوی از او خواسته شده بود و به تازگی کار روی آن را آغاز کرده است. وقتی از او پرسیدند تا پایان کار چقدر طول می‌کشد، او پاسخ داد: «ممکن است دو یا سه سال دیگر تمام کنم.» او همچنین اعلام کرد که در ساخت موسیقی متن اقتباسی جدید از آلیس در سرزمین عجایب مشارکت خواهد داشت.

### ۲۰۲۲–اکنون: میدونستی که زیر بلوار اقیانوس تونلی هست وشخص مناسب خواهد ماند
در ۲۱ ژانویه ۲۰۲۲، دل ری اولین آهنگی با عنوان «چشم‌های آبرنگ» را در قسمتی از Euphoria اجرا کرد. دل ری در سال ۲۰۲۲ تأیید کرد که روی موسیقی و شعر جدید کار کرده است. با این حال، در ۱۹ اکتبر ۲۰۲۲، او مجموعه‌ای از ویدئوها را در اینستاگرام خود منتشر کرد که نشان می‌داد ماشینش «چند ماه» به سرقت رفته است پیش از این، و کوله پشتی او - حاوی یک لپ‌تاپ، هارد دیسک و سه دوربین فیلم‌برداری - به سرقت رفت و به سارقان دسترسی به آهنگ‌های ناتمام، یک دست‌نوشته ۲۰۰ صفحه‌ای از کتاب شعر آینده‌اش پشت دروازه‌های آهنی - بینش‌هایی از یک مؤسسه و دو سال داده شد. ارزش فیلم‌های خانوادگی. دل ری محتویات لپ تاپ دزدیده شده را از راه دور پاک کرد که حاوی تنها نسخه کارآمد کتاب شعر او بود با وجود تمام این اتفاقات، من به رکورد آینده اطمینان دارم.»، دل ری در ویدیوهای اینستاگرام خود به این نتیجه رسید. در ۲۱ اکتبر ۲۰۲۲، دل ری در «برف در ساحل» اثر تیلور سوئیفت، در آلبوم او Midnights، نوشته سوئیفت، دل ری، و جک آنتونوف به نمایش درآمد.

## سبک هنری

### سبک موسیقایی
دل ری یک هنرمند «آلت-پاپ» یا آلترناتیو پاپ قلمداد شده است. آثار او به شیوه‌های گوناگونی، پاپ، راک، دریم پاپ، باروک پاپ، ایندی پاپ و سایکدلیک راک دسته‌بندی شده است. همچنین در آثار او عناصر تریپ هاپ، هیپ هاپ، لو-فای و ترپ تلفیق شده است. به‌محض انتشار نخستین آثارش در ۲۰۱۲، موسیقی دل ری از سوی تعدادی از منتقدان موسیقی، به‌عنوان «سدکور هالیوود» توصیف شد. موسیقی او بارها به‌دلیل آوای سینمایی و ارجاعاتش به جنبه‌های مختلف فرهنگ پاپ مورد توجه قرار گرفته است؛ هم منتقدان و هم خود دل ری به مضامین ماندگاری از دههٔ ۱۹۵۰ و ۱۹۶۰ آمریکانا اشاره کرده‌اند. عناصر قوی نوستالژی آمریکایی، وبگاه Idolator را بر آن داشت تا به او قاطعانه لقب هنرمند سبک آلترناتیو پاپ را دهد. دل ری در مصاحبه‌ای با آرتیست دایرکت در مورد ارتباط خود با گذشته توضیح داد: «من حتی در دهه ۵۰ به دنیا نیامده بودم اما احساس می‌کنم آن‌جا بودم.»

## تأثیرگذاری

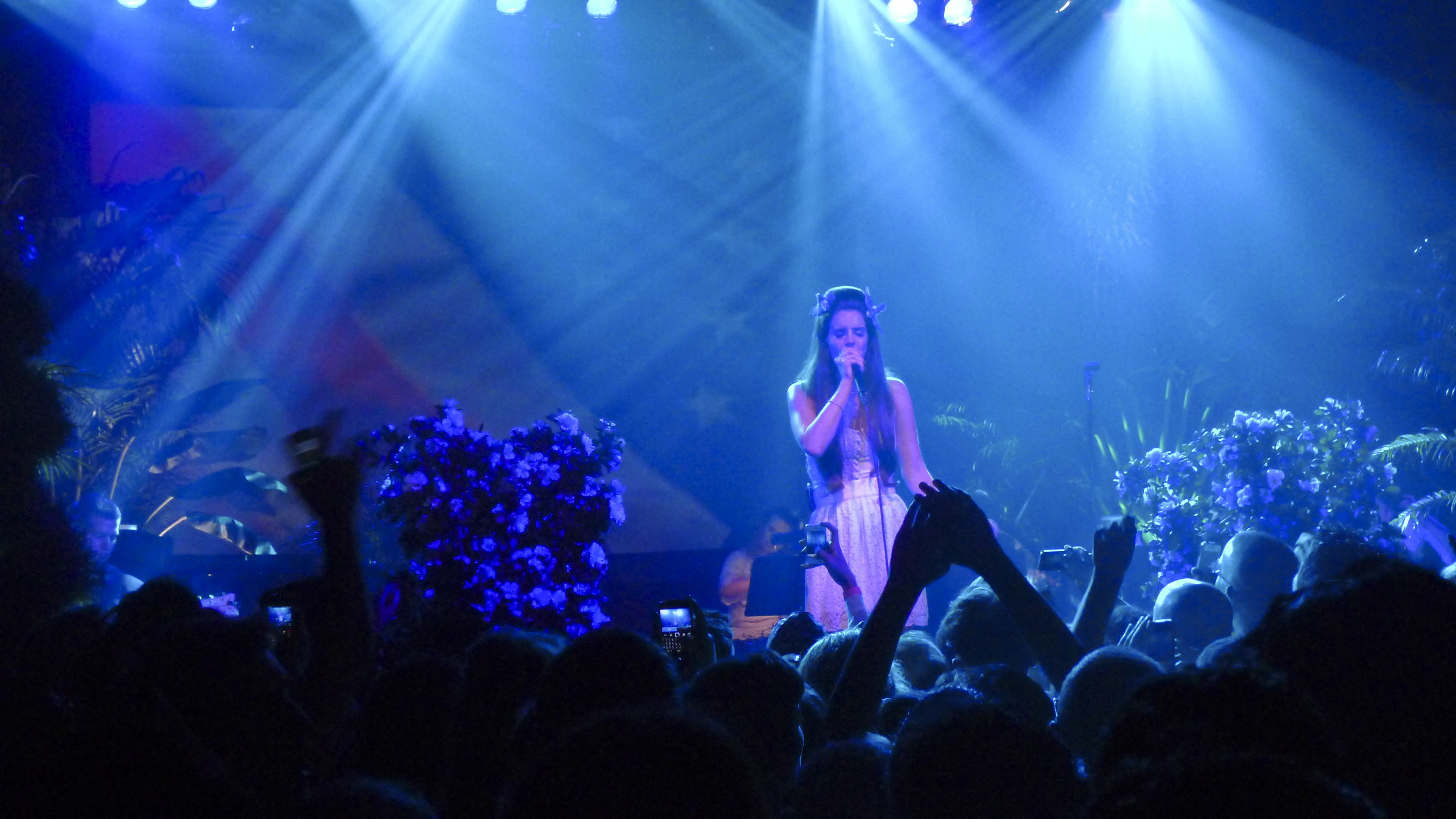
اجرای دل ری در ۲۰۱۳

از دل ری به عنوان فرد تأثیر گذار بر روی تعدادی از هنرمندان از جمله بیلی آیلیش، لورن هرگی، کوین ابسترکت، مگی لیندمانو اکس‌اکس‌اکس تنتاسیون یاد شده است.
بیلبورد آلبوم زاده‌شده برای مردن را به عنوان یکی از کاتالیزورهای اصلی تغییر موسیقی پاپ در اواسط دهه ۲۰۱۰ از EDM بی‌معنی به پالتی خوش خلق‌تر و هیپ هاپ معرفی کرد.
این مجله عقیده داشت که دل ری برای موسیقی محبوب دهه ۲۰۱۰ ضروری است و بر همتایان خود و هم نسل بعدی هنرمندان پاپ متمایل به آلترناتیو مانند هالزی، بنکس، اسکای فریرا، فادر جان میستی، سیا، سلنا گومز و تیلور سوئیفت تأثیر گذاشته است.
به‌طور مشابه، مجله وایس پیشنهاد می‌کند که «تصور یک ایلیش، یک لرد یا یک هالزی» بدون دل ری سخت است.
در سال ۲۰۱۹، بیلبورد آهنگ زاده‌شده برای مردن را به عنوان یکی از ۱۰۰ آهنگی که دهه ۲۰۱۰ را تعریف کرد، اضافه کرد و افزود که این آهنگ بر «تغییر صوتی که به‌طور کامل چشم‌انداز پاپ را تغییر داد» تأثیر گذاشت.
واشینگتن پست دل ری را به عنوان تنها نوازنده در فهرست «دهه نفوذ» خود فهرست کرد.
مجله پیچفورک، او را به عنوان بهترین ترانه‌سرای آمریکایی بعدی معرفی کرد.
گاردین «موضع ناب زنانه» ی دل ری را «مشخصه ستارگان زن پاپ سرکش آینده» اعلام کرد.
صفحات یوتیوب و ویوو او مجموعاً بیش از چهار میلیارد بازدید داشته است.

## ترانه‌شناسی
- لانا دل ری (۲۰۱۰)
- زاده‌شده برای مردن (۲۰۱۲)
- خشونت افراطی (۲۰۱۴)
- ماه عسل (۲۰۱۵)
- شهوت برای زندگی (۲۰۱۷)
- نورمن فاکینگ راک‌ول! (۲۰۱۹)
- رد هواپیما بالای کانتری کلاب (۲۰۲۱)
- بلو بنیسترز (۲۰۲۱)
- میدونستی که زیر بلوار اقیانوس تونلی هست (۲۰۲۳)
- آلبوم رو به انتشار (نامشخص)

## فیلم‌شناسی
- پول‌ساید (۲۰۱۰)
- سرود ملی (۲۰۱۲)
- راید (۲۰۱۲)
- تروپیکو (۲۰۱۳)
- گتسبی بزرگ (۲۰۱۳)
- سلام، دانیل جانستون چطوری؟ (۲۰۱۵)
- فریک (۲۰۱۶)
- برج آواز: ادای احترام به لئونارد کوهن (۲۰۱۷)
- نمایش کریسمسی کیسی ماسگریوز (۲۰۱۹)
- نورمن فاکینگ راک‌ول (فیلم) (۲۰۱۹)

## تورهای کنسرت
- تور زاده‌شده برای مرگ (۲۰۱۱–۱۲)[۹۵]
- تور پارادیس (۲۰۱۳–۱۴)[۹۵]
- تور تابستان بی‌پایان (۲۰۱۵)
- تور لا تو د مون (۲۰۱۸)
- تور نورمن فاکینگ راک‌ول! (۲۰۱۹–۲۰)[۹۶]